# 马尔坎
马尔坎（法語：Marquein，法語發音：[maʁkɛ̃] ⓘ）是法国奥德省的一个市镇，属于卡尔卡松区。

## 地理
马尔坎（43°18'19"N, 1°43'35"E）面积5.49 平方千米，位于法国奧克西塔尼大區奥德省，该省份为法国南部沿海省份，北起塔恩省，西北接上加龙省，西接阿列日省，南至东比利牛斯省，东临地中海，东北与埃罗省接壤。
与马尔坎接壤的市镇（或旧市镇、城区）包括：法雅克拉勒朗克、圣米歇尔德拉内斯、埃尔斯河畔萨勒、凯尼亚克、日贝勒。

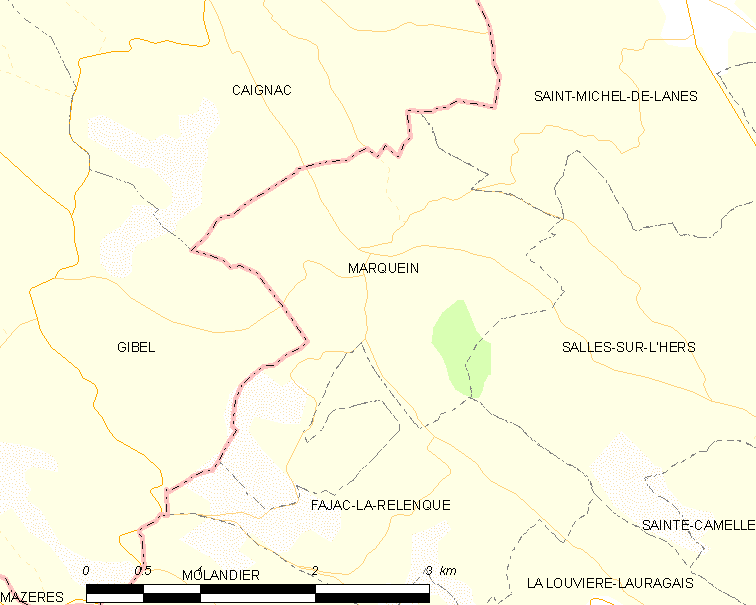
马尔坎的OSM定位图

马尔坎的时区为UTC+01:00、UTC+02:00（夏令时）。

## 行政
马尔坎的邮政编码为11410，INSEE市镇编码为11218。

## 政治
马尔坎所属的省级选区为拉皮耶日欧拉泽斯县。

## 人口

1962-2008年间马尔坎人口变化图示

马尔坎于2022年1月1日时的人口数量为80人。